# يوهان نيسكينز
يوهانس ياكوبس نيسكينز (بالهولندية: Johan Neeskens)‏، (15 سبتمبر 1951 - 6 أكتوبر 2024) هو لاعب كرة قدم هولندي، وكان يلعب في خط الوسط، وكلاعب في منتخب هولندا لكرة القدم فقد شارك في كأس العالم لكرة القدم 1974 وكأس العالم لكرة القدم 1978.

## مسيرته مع الأندية
بدأ نيسكينز مسيرته الكروية مع نادي هيمستاد في عام 1968، قبل أن يراه المدرب رينوس ميتشيلز ويضمه إلى نادي أياكس أمستردام، وقد ساعد الفريق على الفوز في دوري أبطال أوروبا ثلاثة مرات في أعوام 1971 و1972 و1973، وقد كان من نجوم الفريق مع زميله يوهان كرويف، وانتقل نيسكينز إلى نادي برشلونة في عام 1974.
و في مسيرته مع نادي برشلونة لم يحقق ما كان منشود منه، فقد فاز في لقب الدوري الإسباني مرة واحدة، وفي لقب كأس الكؤوس الأوروبية مرة واحدة، وفي عام 1979 انتقل إلى نادي نيويورك كوزموس، ولعب معهم لمدة خمسة مواسم، وبعدها لعب مع غرونينغين في موسم 1984/1985 ونادي فورت لوديردايل سترايكرز في موسم 1986/1987 ونادي بار منذ عام 1988 وإلى عام 1990 وأنهى مسيرته مع نادي زيوريخ السويسري في عام 1991.

## مسيرته الدولية
لعب نيسكينز 49 مباراة دولية مع منتخب هولندا لكرة القدم، وسجل 17 هدف دولي، وقد لعب مع منتخب هولندا لكرة القدم في كأس العالم لكرة القدم 1974 وكأس العالم لكرة القدم 1978، وقد سجل أسرع هدف في تاريخ المباريات النهائية في كأس العالم بعد 90 ثانية من ركلة جزاء أمام منتخب ألمانيا الغربية لكرة القدم.

## مسيرته التدريبية
بعد طلب من المدرب غوس هيدينك أصبح يوهان نيسكينز مساعدا للمدرب في منتخب هولندا لكرة القدم في تصفيات كأس العالم لكرة القدم 1998، وقد أصبح مساعدا لفرانك ريكارد في كأس الأمم الأوروبية لكرة القدم 2000، ثم درب نادي نيمينغن، وقادهم إلى اللعب في البطولات الأوروبية للمرة الأولى منذ عشرين عامًا في عام 2003، ولكنه أقيل في عام 2004.
و في ديسمبر 2005 طلب منه غوس هيدينك أن يصبح مساعده مع منتخب أستراليا لكرة القدم، وقد عمل كمساعد للمدرب في كأس العالم لكرة القدم 2006، وبعد كأس العالم أصبح مساعدا للمدرب فرانك ريكارد في نادي برشلونة، وقد عمل معه حتى عام 2008.

## روابط خارجية
- يوهان نيسكينز على موقع الاتحاد الدولي (مؤرشف)  (الإنجليزية)
- يوهان نيسكينز على موقع الاتحاد الأوربي (الإنجليزية)
- يوهان نيسكينز على موقع قاعدة بيانات كرة القدم.إي يو (الإنجليزية)
- يوهان نيسكينز على موقع بيانات كرة القدم. دي إي (الألمانية)
- يوهان نيسكينز على موقع ليكيب (الفرنسية)
- يوهان نيسكينز على موقع ناشيونال فوتبول تيمز (الإنجليزية)
- يوهان نيسكينز على موقع عالم كرة القدم.نت (الإنجليزية)